# Théodora (film, 1921)
Pour l’article homonyme, voir Théodora.
Pour plus de détails, voir Fiche technique et Distribution.
Théodora (titre original : Teodora) est un film italien réalisé par Leopoldo Carlucci en 1921.
Ce film muet en noir et blanc s'inspire d'une pièce de théâtre de l'auteur dramatique français Victorien Sardou, Théodora (1884).

## Synopsis
Théodora, une ancienne courtisane qui a épousé l'empereur Justinien, ne renonce pas à sa vie de débauche. Le peuple se révolte contre la hausse des taxes et voit en Théodora l'une des causes de la misère populaire. Andréa, son amant, en prend conscience et l'abandonne ; pour se venger, elle le livre aux bêtes sauvages. Justinien découvre la double vie de sa femme et ordonne à ses gardes de l'éliminer.

## Fiche technique
- Titre original : Teodora
- Pays d'origine :  Royaume d'Italie
- Année : 1921
- Réalisation : Leopoldo Carlucci
- Scénario : Armando Brasini (it)
- Photographie : Gaetano di Ventimiglia (en), Giovanni Vitrotti, Giuseppe Vitrotti (it)
- Société de production : Ambrosio-Zanotta, Turin
- Société de distribution : Ambrosio-Zanotta (Royaume d'Italie) ; Goldwyn Distributing Company (États-Unis) ; Gaumont (France)
- Langue : italien
- Format : Noir et blanc — 35 mm — 1,33:1 — Muet
- Genre : Drame historique
- Longueur de pellicule : 2 748 mètres
- Durée : 109 minutes
- Budget : 15 millions di lires
- Dates de sortie :
  -  États-Unis : 14 octobre 1921
  -  Royaume de Hongrie : 4 novembre 1922
  -  France : 24 novembre 1922[1]
  -  Portugal : 13 mai 1924
- Autres titres connus :
  -  Royaume d'Italie : Teodora, imperatrice di Bisanzio
  -  France : Théodora, impératrice de Byzance
  -  Portugal : Teodora
  -  Allemagne : Theodora, Kaiserin von Byzanz
  -  États-Unis : Theodora
  -  États-Unis : Theodora, the Slave Princess (titre international)

## Distribution
- Rita Jolivet : Théodora
- Ferruccio Biancini : Justinien
- René Maupré : Andréa
- Emilia Rosini : Antonina
- Adolfo Trouché : Bélisaire
- Mariano Bottino (it) : Marcellus
- Guido Marciano : bourreau
- Marie Belfiore : Tamyris
- Giovanni Motta : Bouzès
- Leo Sorinello : Mara
- G. Rosetti : Amru
- Luigi Rinaldi : Calchas
- Alfredo : Philo
- Alfredo Bertoncelli : Euphrata
- Giuliano Gardini : conspirateur
- François Renard : conspirateur
- Pietro Ferrari : conspirateur
- Alberto Belfiore : conspirateur
- Lara Valerio